# Sentința (film din 1959)
Sentința (titlul original: în franceză La sentence) este un film francez dramatic de război, realizat în 1959 de regizorul Jean Valère, după o idee de Hossein, protagoniști fiind actorii Robert Hossein, Marina Vlady, Roger Hanin și Béatrice Bretty.
Filmul a fost prezentat la prima ediția a Festivalului de Film de la Moscova.

## Rezumat
În timpul celui de-al Doilea Război Mondial, pe o coastă din nordul Franței, patru luptători de rezistență sunt arestați de soldații Wehrmacht-ului. Aceștia sunt repede judecați și condamnați să fie într-o oră executați. Urmărim, în timp real, ultimele lor clipe petrecute în închisoare pe care le împărtășesc cu un alt deținut.

## Distribuție
- Robert Hossein – Georges
- Marina Vlady – Catherine
- Roger Hanin – Antoine
- Béatrice Bretty – mama Boissard
- Lucien Raimbourg – François Lombard, pescarul
- Hans Verner – comandantul SS (nemenționat)